# Le Compromis
Le Compromis (en russe : Компромисс) est un recueil de douze nouvelles de l'écrivain russe Sergueï Dovlatov. Elles ont été composées durant les années 1973-1980 et réunies en un seul livre en 1981.
Les sujets des nouvelles du Compromis sont tirées de l'expérience journalistique de Sergueï Dovlatov dans un journal de langue russe en Estonie intitulé Estonie soviétique durant les années 1972-1975. Chacune d'elles est précédée d'un préambule extrait du journal. Dans ce préambule est présenté le résultat du travail journalistique du personnage de la nouvelle et dans la nouvelle son processus de travail.

## Contenu

### Première nouvelle
L'éditeur du journal L'Estonie soviétique (ru) indique au narrateur une erreur idéologique grossière dans son article, compte rendu d'une conférence : il a listé les pays participants à la conférence par ordre alphabétique alors que les principes soviétiques exigent que les pays socialistes apparaissent en tête de liste. De plus, ils ne doivent pas être listés par ordre alphabétique, mais suivant l'ordre de loyauté politique au Grand frère soviétique, l'URSS.

### Deuxième nouvelle
Le narrateur se rend à l'hippodrome pour recueillir des nouvelles de la fête équestre anniversaire et rédiger un article pour son journal. Il se fait expliquer la méthode des paris sur les courses puis se laisse emporter par le jeu et commence à gagner des sommes intéressantes grâce aux tuyaux refilés par un jockey. 

### Troisième nouvelle
À la rédaction du journal se présente une voyageuse du nom de Alla en provenance de Daugavpils. Elle n'a pas un rouble et, pour l'aider financièrement, le narrateur compose une interview pour la rubrique Les Invités à Tallin à propos d'une étudiante qui étudie l'architecture gothique et ne se sépare jamais d'un volume des œuvres du poète Alexandre Blok. 

### Quatrième nouvelle
Le poème publié dans le journal sous la rubrique l'Abécédaire estonien provoque le mécontentement de l'instructeur du Comité Central qui y voit du discrédit des nationaux Estoniens.

### Cinquième nouvelle
Le narrateur est chargé par son journal de rédiger un article sur la naissance du 400 000e habitant de la ville de Tallinn. Il est indispensable que l'enfant corresponde à une série de critères : être de statut social et de nationalité correcte. Ce doit être un garçon parce que c'est plus symbolique…

### Sixième nouvelle
La journaliste de radio Lida Agapova, chargée du département de la propagande, recherche une personne intéressante. Ses recherches sont compliquées par le fait que tous les candidats qui devraient convenir ont tous des taches sombres dans leur biographie.

### Septième nouvelle
À la veille de la première, le tailleur créateur des costumes de la pièce de théâtre, Voldemar Sylda, recommandé par le narrateur, reçoit des éloges. Le lendemain, l'auteur appelle l'éditeur pour lui signaler que ce tailleur était en fait un traître à la patrie. Il était bourreau pendant la guerre, il a servi chez les Allemands, pendu des patriotes soviétiques. 

### Huitième nouvelle
Le narrateur et le photographe de rédaction Jbankov se rendent au raïon de Paide dans le centre du pays pour préparer des documents destinés au rapport du président Leonid Brejnev sur les pourcentages de records de production atteints grâce aux qualités de la trayeuse de technologie avancée.

### Neuvième nouvelle
Le narrateur est interpellé par une étudiante passionnée de sport mais aussi diplômée de l'institut de chimie qui lui demande de trouver un ami, plutôt de type salaud, capable de l'aider à résoudre un problème familial et sexuel complexe.

### Dixième nouvelle
Le récit débute lorsque le narrateur licencié de son journal à Leningrad s'embarque pour Tallinn en Estonie. Il est temporairement hébergé par Galina et Éric Bush.

### Onzième nouvelle
Le narrateur est envoyé à l'enterrement du directeur du studio de télévision. Pendant la cérémonie funéraire, le préposé à la morgue a confondu les cercueils. 

### Douzième nouvelle
Dans la ville de Tartou s'ouvre le 3e rassemblement républicain des anciens prisonniers des camps de concentration nazis. Le narrateur du journal L'Estonie soviétique et son ami photographe Jbankov vont couvrir l'évènement. 
Les participants au rassemblement se remémorent leur passé. Lazar Borissovitch Slapak raconte comment il a pu gagner quatre-vingts marks en gagnant aux échecs contre son chef de camp. Un certain Gourtchenko raconte comment il a été envoyé en Mordovie et au Kazakhstan après son passage par les camps nazis : « il a tiré vingt ans comme ancien prisonnier de guerre… ». Quant à Slapak, il s'avère qu'après les camps nazis on l'a envoyé dans la République socialiste soviétique autonome des Komis. Un autre participant raconte : « Les Français nous ont libérés. Et nous voilà à Paris. On se rue à l'ambassade soviétique. Huit cents personnes s'y retrouvent en même temps. On les embarque dans un train et on les envoie vers l'est… On roule, on roule… On dépasse Moscou. On dépasse l'Oural… »
L'évocation des souvenirs est interrompu par l'appel : — Camarades prisonniers, entrez dans la salle!..
L'histoire se termine par la description de l'ivresse générale qui suit.

## Histoire de la publication
De la lettre adressée par Sergueï Dovlatov à son éditeur Igor Efimov en octobre 1980, il appert qu'il était initialement prévu d'inclure six nouvelles dans le recueil Le Compromis.
Le livre a vu le jour en février 1981. Selon Dovlatov lui-même, le livre présentait de nombreux défauts : un paragraphe est repris deux fois, on retrouve les mêmes plaisanteries à plusieurs endroits du texte. L'auteur assume la responsabilité de tous ces défauts.

## Commentaires et réactions
Valeri Popov (en), dans son ouvrage sur Dovlatov, explique que le travail dans l'équipe du journal L'Estonie soviétique a été pour Dovlatov une période très fructueuse. Malgré l'ironie avec laquelle Dovlatov décrit les mœurs de la rédaction, son professionnalisme est apprécié et par l'instructeur du Comité central et par le rédacteur en chef du journal. En tentant de comprendre « pourquoi l'aspect à la fois brillant et tragique du recueil du Compromis apparaît précisément à cette époque », Popov donne l'exemple d'Anton Tchekhov, qui a écrit La Salle n° 6 à une période heureuse et sans souci de son existence.
Alexandre Zakourenko, en caractérisant le narrateur du recueil Le Compromis, fait remarquer que le héros, avec sa contestation contre l'« absurdité inconsciente de la vie soviétique » est fort proche de Venedikt Erofeïev du poème Moscou-sur-Vodka et du héros Zilova dans La Chasse au canard d'Alexandre Vampilov.
Les auteurs de l'article « Sur le problème de la translittération interculturelle du comique » résument les résultats de leur expérience au cours de laquelle ils ont observé les différences entre les réactions des lecteurs russophones et étrangers à la lecture de différents passages du recueil Le Compromis. Les auteurs arrivent à la conclusion que « Dovlatov est traduit mais en même temps ne l'est pas ».

## Éditions
en langue française
- Le Compromis (Компромисс). - Monaco, Éditions du Rocher (coll. Anatolia), 2005, 224 p.  (ISBN 9782268053981)

en langue russe
- Компромисс. — New York: Siècle d'argent (Серебряный век), 1981
- Компромисс. — Saint-Pétersbourg : [Азбука-классика], 2009

en langue anglaise
- The Compromise. — New York: Alfred A. Knopf, 1983

## Cinéma
- La Fin d'une magnifique époque (Конец прекрасной эпохи) est un film russe de 2015 dont le scénario est écrit sur base de quelques nouvelles du recueil de Dovlatov Le Compromis.